# 特伦斯·克劳福德
特伦斯·克劳福德（英語：Terence Crawford，1987年9月28日—），美国职业拳击运动员，是两个级别的世界拳王。
克劳福德于2008年步入职业拳坛。2014年，他成为了世界拳击组织（WBO）、《拳台》（The Ring）与正统轻量级拳王。此后，他从轻量级升至轻沉量级。2016年7月，他在战胜维克多·波斯托尔后，成为了同时拥有世界拳击理事会（WBC）、WBO、《拳台》与正统头衔的轻沉量级统一拳王。
2017年8月，克劳福德在第三回合KO世界拳击协会（WBA）与国际拳击联合会（IBF）的轻沉量级不败拳王朱利斯·英唐戈，成为了同时拥有四大主要拳击组织（WBA、WBC、IBF、WBO）金腰带的无争议拳王。他也是继伯纳德·霍普金斯、杰明·泰勒与塞西莉亚·布莱科豪斯之后历史上第四位获得四大组织金腰带的拳手。